# Armand Étienne Méplain
Étienne Armand Méplain, né le 29 janvier 1824 à Cusset (Allier) et mort le 1er février 1906 à Moulins (Allier), a été député de l'Allier du 8 février 1871 au 7 mars 1876.

## Biographie
Étienne Jacques Armand Méplain était le fils de François Méplain (issu d'une famille notable du Donjon), avoué à Cusset, et d'Étiennette Jacquette Bellaigue.
Il fut maire de Loddes (Allier), avoué à Cusset, et avocat à Moulins (Allier).

### Avocat à Moulins
Après ses études à Paris, il vint se fixer à Moulins, tout en ayant comme tuteur son frère aîné Étienne Méplain (également avocat, puis magistrat à Moulins).
Il entre au conseil de l'ordre le 28 décembre 1849 ; il en fit partie pendant cinquante-six années consécutives et eut l'honneur d'être élu bâtonnier.

### Député de l'Allier
Il fut élu le 8 février 1871 représentant de l'Allier à l'Assemblée Nationale [le 2e sur 7, par 51.183 voix sur 106.359 inscrits et 76.640 votants]. Il siégea au centre droit.
Il fut membre de la réunion Feray et vota pour la paix, pour la pétition des évêques, contre le service de trois ans, pour la démission de Thiers (il signala dans une lettre à sa famille : « M. Thiers a fait tirer au canon sur la foule, ils étaient nerveux, ils seront enragés »), contre le retour à Paris, contre l'amendement Wallon. Lorsqu'en février 1875, le vote des lois constitutionnels parut sérieusement compromis, M. Méplain fut chargé, au nom des droites, de soumettre au maréchal de Mac-Mahon un plan de septennalisation de l'Assemblée, avec renouvellement partiel, et attribution au pouvoir exécutif des droits de dissolution et de veto ; le maréchal répondit que tout espoir n'était pas perdu d'arriver au vote de la Constitution, qui obtint en effet la majorité des voix, M. Méplain et ses amis votèrent contre les lois constitutionnelles. En octobre 1871, il avait échoué au Conseil général de Maine-et-Loire ; il ne fit pas partie d'autres assemblées. 
Il fonda des sociétés populaires : la société du chauffage des pauvres, la société des jardins ouvriers, la société des syndicats ouvriers. Il était un fervent partenaire des écoles libres. Il fut administrateur de la Mutuelle de l'Allier.

## Anecdote
Pour fêter ses 50 ans d'activités au barreau, Armand Méplain avait réuni l'ensemble de ses parents et amis et avait récité un petit discours (imprimé à Moulins par les Ets. Auclaire).
 À mes confrères
Souvenir de ma cinquantaine
Si la moitié d'un siècle, en passant sur ma tête,
A tracé maint sillon et blanchi mes cheveux,
Elle me vaut, du moins, le bonheur d'une fête,
Dont beaucoup seraient envieux.
L'avenir vous sourit, paré par la jeunesse :
À mon seuil, vint frapper la morose vieillesse ;
Vous êtes au matin, à vous le long espoir !
Au loisir mérité j'aspire vers le soir.
Si l'inflexible temps à la barre m'arrache,
Mieux que moi vous saurez poursuivre votre tâche ;
Vous êtes, du barreau, le soutien et l'honneur ;
Loyauté, dévouement, courage, indépendance,
Rehaussés, par surcroit, d'un souffle d'éloquence,
Embelliront votre labeur.
Je me dis bien souvent : allons, ma vieille robe,
Il me faudra bientôt nous quitter ;
Ce temps qui, sous nos pas, si vite se dérobe
Veut nous contraindre à divorcer ;
Eh bien, non! À sa voix, faisons la sourde oreille ;
Se quitter, divorcer, fit de ses vilains mots !
Sous tes plis, vieille amie, aux champs où l'on sommeille,
Je veux aller dormir dans l'éternel repos.
Mais laissons tout cela, choquons gaiement nos verres.
Trinquer ensemble en bons amis
Est un plaisir si doux, je vous le dois, confrères,
Buvons à l'heureux jour qui nous a réunis !
A. Méplain, Moulins, 5 décembre 1896.

## Écrits d'Armand Méplain
- Noces (les) d'or de M. Armand Méplain, avocat. In-16, 51 p. et portrait. Moulins, impr, et libr. Crépin-Leblond. (S. M.)
- Rapport fait au nom de la 19e commission d'intérêt local chargée d'examiner le projet de loi tendant à autoriser le département de l'Ain à s'imposer extraordinairement pour les travaux des routes départementales et les chemins vicinaux, par M. Méplain,... (22 juillet 1873.). (Impr. de Cerf et fils, 1873)
- Rapport fait au nom de la commission d'intérêt local chargée d'examiner le projet de loi portant que les territoires formant actuellement les sections de Saint-Pardoux et de Longueville (canton et arrondissement de Marmande, Lot-et-Garonne) sont érigés en communes distinctes, qui auront pour ... (Éditeur Impr. de Cerf et fils, 1872)

## Sources
- Adolphe Robert, Gaston Cougny (dir.), Dictionnaire des parlementaires français de 1789 à 1889, Paris, Bourloton, 1889, tome 4 : de Médal à Méplain, p. 340, et de Méplain à Merlin), p. 341-342.
- Bulletin de la Société d'émulation du Bourbonnais, 1906, pp. 489-492 (nécrologie).
- Lettres de la famille Méplain (originaire de la Montagne bourbonnaise).
- A mes confrères, A. Méplain, discours de sa cinquantaine, Moulins, Imprimerie Auclaire, 1896.
- Site de l'Assemblée nationale française.